# Boophis luteus
Boophis luteus o rana arborícola malgache de ojos brillantes es una especie de anfibios de la familia Mantellidae.
Es endémica de Madagascar.
Su hábitat natural incluye bosques bajos y secos, montanos tropicales o subtropicales secos, ríos y zonas previamente boscosas ahora muy degradadas.
Está amenazada de extinción por la pérdida de su hábitat natural.